# Walnut Hill (Illinois)
Walnut Hill – wieś w Stanach Zjednoczonych, w stanie Illinois, w hrabstwie Marion.